# Sacheen Littlefeather
Marie Louise Cruz (Salinas, 14 de novembro de 1946 – Novato, 2 de outubro de 2022), mais comumente conhecida como Sacheen Littlefeather, foi uma atriz, modelo e ativista dos direitos civis dos nativos americanos. Durante a ocupação de Alcatraz em 1969, se envolveu na comunidade ativista nativa americana. Após a sua morte, Littlefeather foi acusada por membros da sua família e jornalistas que investigaram o seu passado de ter forjado a ascendência nativa para seu proveito pessoal, sendo uma uma pretendian (pretender + indian).

## Primeiros anos de vida e trabalho

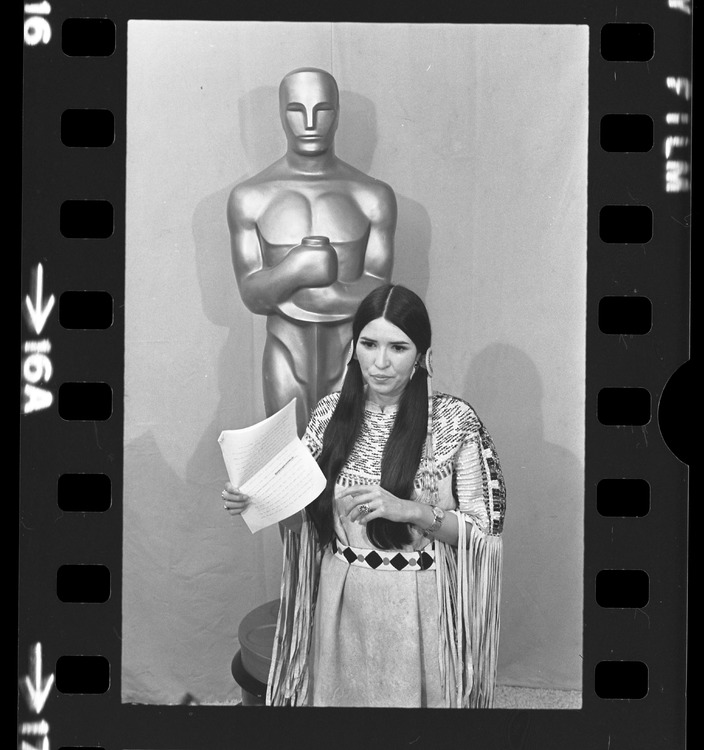
Sacheen Littlefeather

Littlefeather representou Marlon Brando no 45.º Oscar em 1973, onde ela — em nome de Brando — recusou o prêmio de Melhor Ator que ele ganhou por sua atuação em O Poderoso Chefão. O favorito para vencer, Brando boicotou a cerimônia como um protesto contra o retrato de nativos americanos de Hollywood e para chamar a atenção para o impasse em Wounded Knee. Durante seu discurso, a resposta do público ao boicote de Brando foi dividida entre vaias e aplausos.
Após o discurso do Oscar, ela passou a trabalhar em cuidados paliativos. Ela continuou a trabalhar no ativismo para uma série de questões relacionadas à saúde e nativos americanos, e produziu filmes sobre nativos americanos.
Em junho de 2022, a Academia enviou a Littlefeather uma declaração formal de desculpas, para ser lida na íntegra em An Evening with Sacheen Littlefeather em 17 de setembro
Sacheen Littlefeather nasceu Marie Louise Cruz em 14 de novembro de 1946, em Salinas, Califórnia. Sua mãe, Geroldine Marie Barnitz (1923–2009), era uma estampadora de couro de ascendência francesa, alemã e holandesa nascida e criada em Santa Bárbara, Califórnia. Seu pai Manuel Ybarra Cruz (1922–1966) nasceu em Oxnard, Califórnia e era descendente de apache e yaqui da White Mountain. Tanto Geroldine como Manuel eram seleiros. Geroldine aprendeu o ofício com Leo Leonard, dono da Leonard Saddle Co em Santa Bárbara, e Manuel aprendeu a fazer selas ainda menino em São Francisco. Em 1949, eles se mudaram para Salinas e abriram seu próprio negócio, "Cruz Saddlery". Sua mãe continuou a operar o negócio após a morte de seu pai em 1966.
Em janeiro de 1973, ela apareceu em "Make-up for Minority Women" e foi identificada como modelo profissional. Como porta-voz do National American Indian Council, ela protestou contra os cortes orçamentários do presidente Nixon para programas indígenas federais em fevereiro de 1973. Em 6 de março de 1973, ela participou de uma reunião entre a Comissão Federal de Comunicações e membros de vários grupos minoritários sobre a representação de minorias na televisão. Em uma entrevista publicada pouco antes de sua aparição no Oscar, ela afirmou que havia ajudado a enviar duas enfermeiras indianas para Wounded Knee e que havia renunciado à cidadania dos Estados Unidos, juntamente com outros sete nativos americanos.

## Discurso do Oscar, 1973

### Fundo

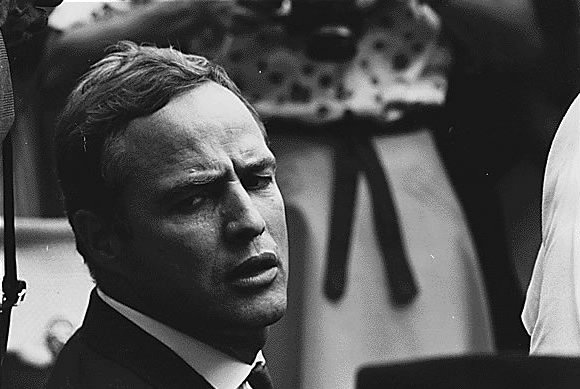
Marlon Brando na Marcha sobre Washington em 1963

Os relatos de como Littlefeather conheceu Brando variam. Em uma de suas primeiras entrevistas após o discurso, ela mencionou que eles se conheceram "por seu interesse pelo movimento indígena". Um relato da noite da cerimônia do Oscar descreve Francis Ford Coppola observando Littlefeather em um monitor de TV nos bastidores e afirmando "Sacheen Littlefeather. Ela mora em São Francisco. Ela é uma amiga minha que apresentei a B... Ela é uma princesa indiana."
Um artigo de 1974 sobre uma entrevista de Littlefeather afirmou que ela estava trabalhando para uma estação de rádio de São Francisco quando se candidatou a trabalhar com Coppola e que ele a encaminhou para Brando, "sabendo do interesse de Brando pelo índio". Na época do Oscar, ela conhecia Brando há quase um ano. Relatos posteriores descrevem Coppola como vizinho de Littlefeather em San Francisco.
Em uma entrevista de 2021, Littlefeather disse que conheceu Coppola enquanto caminhava pelas colinas de São Francisco e recebeu o endereço de Brando dele depois que escreveu uma carta a Brando, perguntando sobre seu interesse em questões nativas americanas. Nesse relato, ele ligou para a rádio onde ela trabalhava meses depois de enviar a carta. Littlefeather também disse que conheceu Brando em Washington, DC, onde estava se apresentando à Comissão Federal de Comunicações sobre minorias.
Em 1972, Brando interpretou Vito Corleone em O Poderoso Chefão, que muitos críticos consideram um dos maiores filmes de todos os tempos. Pela atuação, ele foi indicado para Melhor Ator no 45º Oscar, que foi apresentado em 27 de março de 1973, no Dorothy Chandler Pavilion, em Los Angeles, Califórnia. Antes da cerimônia, Brando decidiu que — como favorito para vencer — ele boicotaria como um protesto liderado pela AIM contra o cerco em curso em Wounded Knee e suas opiniões sobre como os nativos americanos eram representados nos filmes americanos. Ele ligou para Littlefeather e pediu que ela aparecesse em seu nome. "Eu era uma porta-voz, por assim dizer, do estereótipo dos nativos americanos no cinema e na televisão", disse ela mais tarde.

### Cerimônia de entrega de prêmios
Littlefeather se juntou ao público minutos antes do prêmio de Melhor Ator ser anunciado. Ela estava acompanhada pela secretária de Brando, Alice Marchak, e usava um vestido de camurça Apache. O produtor Howard W. Koch, ela diria mais tarde, disse a ela "você não pode ler tudo isso" em referência ao discurso de 739 palavras escrito por Brando, então ela condensou tudo em 60 segundos. Em outras versões daquela noite, Littlefeather disse que Koch disse a ela que ela tinha 60 segundos para fazer o discurso ou então ela seria removida do palco e presa.  Koch lembrou que ele permitiu que ela ficasse e fizesse seu discurso depois que ela prometeu não fazer uma cena.
O prêmio de Melhor Ator foi entregue pela atriz norueguesa Liv Ullmann e pelo ator britânico Roger Moore. Depois de fazer breves comentários e anunciar os cinco indicados, eles declararam Brando como o vencedor. Littlefeather entrou no palco e levantou a mão para recusar o troféu do Oscar que Moore lhe ofereceu. Desviando-se do discurso preparado, ela disse o seguinte: 

Hello. My name is Sacheen Littlefeather. I'm Apache and I am president of the National Native American Affirmative Image Committee. I'm representing Marlon Brando this evening, and he has asked me to tell you in a very long speech which I cannot share with you presently, because of time, but I will be glad to share with the press afterwards, that he very regretfully cannot accept this very generous award. And the reasons for this being are the treatment of American Indians today by the film industry — excuse me... [boos and cheers] and on television in movie re-runs, and also with recent happenings at Wounded Knee. I beg at this time that I have not intruded upon this evening, and that we will in the future, our hearts and our understandings will meet with love and generosity. Thank you on behalf of Marlon Brando. [applause]

Olá. Meu nome é Sacheen Littlefeather. Eu sou Apache e sou presidente do National Native American Affirmative Image Committee. Estou representando Marlon Brando esta noite, e ele me pediu para dizer a você em um longo discurso que não posso compartilhar com você agora, por causa do tempo, mas ficarei feliz em compartilhar com a imprensa depois, que ele lamentavelmente não pode aceitar este prêmio tão generoso. E as razões para isso são o tratamento dos índios americanos hoje pela indústria cinematográfica – desculpe-me... [vaias e aplausos] e na televisão em reprises de filmes, e também com os recentes acontecimentos em Wounded Knee. Peço neste momento que não me intrometa nesta noite, e que no futuro, nossos corações e nossos entendimentos se encontrem com amor e generosidade. Obrigado em nome de Marlon Brando. [aplausos]
Moore escoltou Littlefeather para fora do palco, passando por várias pessoas que a criticavam e em direção à imprensa. Littlefeather afirmou em 2022 que algumas pessoas usaram o golpe tomahawk em direção a ela enquanto ela era levada. O produtor do Oscar Koch e o diretor Marty Pasetta mais tarde lembraram que John Wayne estava esperando nos bastidores e teve que ser contido por seis seguranças para impedi-lo de forçá-la a sair do palco. Na coletiva de imprensa, Littlefeather leu para os jornalistas o discurso que Brando havia preparado; O New York Times publicou o texto completo no dia seguinte.
Mais tarde naquela noite, antes de anunciar a vencedora de Melhor Atriz, Raquel Welch disse: "Espero que a vencedora não tenha uma causa". Quando Clint Eastwood apresentou o prêmio de Melhor Filme, ele comentou que o estava apresentando "em nome de todos os cowboys filmados nos westerns de John Ford ao longo dos anos". 
Michael Caine, o coapresentador da noite, criticou Brando por "deixar uma pobre menina indiana levar as vaias" em vez de "[levantar] e [fazer] ele mesmo". 
Em 15 de agosto de 2022, quase 50 anos após a Cerimônia do Oscar, a Academia de Cinema de Hollywood informou que fez um pedido de desculpas formal recentemente para a atriz.
Na carta de pedido de desculpas, enviada em junho à atriz, o atual presidente da Academia, David Rubin, lamentou o episódio do passado. "Os maus-tratos que sofreu por causa dessa declaração foram gratuitos e injustificados. A carga emocional que você viveu e o custo para a sua própria carreira em nossa indústria são irreparáveis", escreveu.

## Vida pessoal e morte
Aos 29 anos, seus pulmões entraram em colapso. Depois de se recuperar, ela se formou na Universidade de Antioch em saúde holística e nutrição com ênfase em medicina nativa americana, uma prática que ela creditou com sua recuperação. Em 1991, foi relatado que Littlefeather estava se recuperando de uma cirurgia radical de câncer. Um artigo de 1999 afirmou que ela teve câncer de cólon no início de 1990. Em março de 2018, Littlefeather desenvolveu câncer de mama em estágio 4, uma recorrência do câncer de mama do qual ela estava em remissão em 2012. Em uma entrevista de 2021, Littlefeather disse que o câncer havia metástase para o pulmão direito e ela estava em estado terminal.
Littlefeather residiu no norte da Califórnia. Morreu em 2 de outubro de 2022, aos 75 anos de idade.

## Filmografia
| Ano  | Título                        | Função           | Notas                | Ref.   |
| ---- | ----------------------------- | ---------------- | -------------------- | ------ |
| 1973 | Conselheiro do Crime          | Maggie           | Aparência de camafeu | [ 49 ] |
| 1973 | The Laughing Policeman        | Papel menor      | Sem créditos         | [ 50 ] |
| 1974 | Freebie e o feijão            | Papel menor      | Sem créditos         | [ 50 ] |
| 1974 | The Trial of Billy Jack       | Patsy Littlejohn |                      | [ 51 ] |
| 1975 | Johnny Firecloud              | Nenya            |                      | [ 52 ] |
| 1975 | Falcão de Inverno             | Flor pálida      |                      | [ 53 ] |
| 1978 | Atire o sol para baixo        | mulher navajo    |                      | [ 54 ] |
| 2009 | Carretel Injun                | Ela própria      | Documentário         | [ 55 ] |
| 2018 | Sacheen: quebrando o silêncio | Ela própria      | Documentário curto   | [ 46 ] |